# Odontosoria odontolabia
Odontosoria odontolabia là một loài dương xỉ trong họ Lindsaeaceae. Loài này được Diels mô tả khoa học đầu tiên năm 1899.